# Ausdauernde Pflanze
Als ausdauernde oder perennierende Pflanze, auch perenne Pflanze oder Perenne (lat. perennis, perenne „das Jahr hindurch dauernd“), werden in der Botanik Pflanzen bezeichnet, die mehrere Jahre alt werden und dabei auch mehrmals, im Allgemeinen jährlich, blühen und fruchten. 
Ausdauernde Pflanzen werden auch als mehrmalsblühend, pollakanth (von altgriechisch πολλάκις pollákis, deutsch ‚oftmals‘  und  ἄνθος anthos ‚Blüte‘, ‚Blume‘), polykarp oder iteropar bezeichnet – im Gegensatz zu den nur einmal in ihrem Leben blühenden und fruchtenden hapaxanthen, monokarpen bzw. semelparen Pflanzen.

## Begriffsabgrenzung zur umgangssprachlichen „Mehrjährigkeit“
Während in der Alltagssprache meist alle Pflanzen, die älter als ein Jahr werden, als zwei- oder mehrjährig bezeichnet werden, sind diese Bezeichnungen in der Botanik allein für Arten reserviert, die zwar zwei oder mehr Jahre alt werden, dabei aber nur ein einziges Mal blühen und fruchten, also hapaxanth sind.

## Einteilung der ausdauernden Pflanzen
Bei den ausdauernden Pflanzen wird unterschieden zwischen Holzpflanzen (Bäume, Sträucher, Lianen) mit verholzten Stämmen und Ästen und Staudenpflanzen mit krautigen, nicht verholzten Stängeln. Fischer (2005) zählt allerdings nur die Staudenpflanzen zu den Ausdauernden und stellt ihnen die Holzigen gegenüber.
Weitere für die Ausdauer wesentliche Eigenschaften sind Trockenresistenz und Windfestigkeit. In mittleren und höheren Breiten (zumindest ab einer geografischen Breite von 30°) müssen die Pflanzen auch frosthart sein.

## Zusammenfassung
| Sammelbegriff                                                                                                   | Botanisch                          | Gärtnerisch | Charakteristika | Charakteristika                                                             |
| Semelpar (einmal gebärend) In der Botanik auch: Hapaxanth (einmal blühend) Monokarp (einmal fruchtend)          | (sommer)annuell (einjährig)        | einjährig   | nur eine zusammenhängende Vegetationsperiode bis zur Blüte und Samenbildung, danach Absterben | krautig                                                                     |
| Semelpar (einmal gebärend) In der Botanik auch: Hapaxanth (einmal blühend) Monokarp (einmal fruchtend)          | bienn / winterannuell (zweijährig) | zweijährig  | zwei durch eine Kälte- oder Trockenperiode getrennte Vegetationsperioden bis zur Blüte und Samenbildung, danach Absterben | krautig                                                                     |
| Semelpar (einmal gebärend) In der Botanik auch: Hapaxanth (einmal blühend) Monokarp (einmal fruchtend)          | plurienn (mehrjährig)              | mehrjährig  | mehr als zwei durch Kälte- oder Trockenperioden getrennte Vegetationsperioden bis zur Blüte und Samenbildung, danach Absterben | krautig (Stauden) oder verholzend (Halbsträucher, Sträucher, Bäume, Lianen) |
| Iteropar (wiederholt gebärend) In der Botanik auch: Pollakanth (mehrmals blühend) Polykarp (vielfach fruchtend) | perenn (ausdauernd)                | mehrjährig  | mehrfache Blüte und Samenbildung ohne anschließendes Absterben Sonderfall „einjährig gezogene Pflanzen“: mehrjährig oder ausdauernd, aber nicht winterhart, daher im gemäßigten Klima de facto nur eine Vegetationsperiode überlebend | krautig (Stauden) oder verholzend (Halbsträucher, Sträucher, Bäume, Lianen) |